# Élections cantonales de 2011 dans l'Yonne
Les élections cantonales ont eu lieu les 20 et 27 mars 2011.

## Contexte départemental

### Assemblée départementale sortante
Avant les élections, le conseil général de l'Yonne est présidé par Jean-Marie Rolland (UMP). Il comprend 42 conseillers généraux issus des 42 cantons de l'Yonne. 22 d'entre eux sont renouvelables lors de ces élections.
| Parti                             | Sigle | Elus |
| --------------------------------- | ----- | ---- |
| Majorité (30 sièges)              |       |      |
| Union pour un mouvement populaire | UMP   | 21   |
| Divers droite                     | DVD   | 9    |
| Opposition (12 sièges)            |       |      |
| Parti socialiste                  | PS    | 6    |
| Divers gauche                     | DVG   | 3    |
| Parti Communiste Français         | PCF   | 2    |
| Verts                             | VEC   | 1    |
| Président du conseil général      |       |      |
| Jean-Marie Rolland (UMP)          |       |      |

## Résultats à l'échelle du département

### Résultats en nombre de sièges
| Parti | Sièges mis en jeu | Élus | Évolution |
| ----- | ----------------- | ---- | --------- |
| UMP   | 11                | 8    | -3        |
| DVD   | 4                 | 4    | =         |
| PS    | 4                 | 4    | =         |
| DVG   | 1                 | 5    | +4        |
| EÉLV  | 1                 | 0    | -1        |
| PCF   | 1                 | 1    | =         |

### Assemblée départementale à l'issue des élections
| Parti                             | Sigle | Élus |
| --------------------------------- | ----- | ---- |
| Majorité (27 sièges)              |       |      |
| Union pour un mouvement populaire | UMP   | 18   |
| Divers droite                     | DVD   | 9    |
| Opposition (15 sièges)            |       |      |
| Divers gauche                     | DVG   | 7    |
| Parti socialiste                  | PS    | 6    |
| Parti communiste français         | PCF   | 2    |
| Président du conseil général      |       |      |
| André Villiers (UDI)              |       |      |

## Résultats par canton

### Canton d'Auxerre-Est
| Candidats      | Candidats         | Étiquette      | Premier tour | Premier tour | Second tour | Second tour |
| Candidats      | Candidats         | Étiquette      | Voix         | %            | Voix        | %           |
| -------------- | ----------------- | -------------- | ------------ | ------------ | ----------- | ----------- |
|                | Nicolas Briolland | DVG            | 1 583        | 39,79        | 2 292       | 57,85       |
|                | Philippe Maillet  | DVD            | 1 186        | 29,81        | 1 670       | 42,15       |
|                | Johnny Roguet     | FN             | 881          | 22,15        |             |             |
|                | Pascal Jourdain   | EXG            | 328          | 8,25         |             |             |
|                |                   |                |              |              |             |             |
| Inscrits       | Inscrits          | Inscrits       | 10 152       | 100,00       | 10 152      | 100,00      |
| Abstentions    | Abstentions       | Abstentions    | 5 968        | 58,79        | 5 897       | 58,09       |
| Votants        | Votants           | Votants        | 4 184        | 41,21        | 4 255       | 41,91       |
| Blancs et nuls | Blancs et nuls    | Blancs et nuls | 206          | 4,92         | 293         | 6,89        |
| Exprimés       | Exprimés          | Exprimés       | 3 978        | 95,08        | 3 962       | 93,11       |

### Canton d'Auxerre-Nord
| Candidats      | Candidats       | Étiquette      | Premier tour | Premier tour | Second tour | Second tour |
| Candidats      | Candidats       | Étiquette      | Voix         | %            | Voix        | %           |
| -------------- | --------------- | -------------- | ------------ | ------------ | ----------- | ----------- |
|                | Robert Bideau*  | UMP            | 1 444        | 41,48        | 2 350       | 67,22       |
|                | Richard Jacob   | FN             | 832          | 23,90        | 1 146       | 32,78       |
|                | Denis Roycourt  | EELV           | 772          | 22,18        |             |             |
|                | Martine Vallée  | PCF            | 345          | 9,91         |             |             |
|                | Nicole Battreau | EXG            | 88           | 2,53         |             |             |
|                |                 |                |              |              |             |             |
| Inscrits       | Inscrits        | Inscrits       | 8 211        | 100,00       | 8 212       | 100,00      |
| Abstentions    | Abstentions     | Abstentions    | 4 643        | 56,55        | 4 349       | 52,96       |
| Votants        | Votants         | Votants        | 3 568        | 43,45        | 3 863       | 47,04       |
| Blancs et nuls | Blancs et nuls  | Blancs et nuls | 87           | 2,44         | 367         | 9,50        |
| Exprimés       | Exprimés        | Exprimés       | 3 481        | 97,56        | 3 496       | 90,50       |

*sortant

### Canton d'Auxerre-Sud
| Candidats      | Candidats          | Étiquette      | Premier tour | Premier tour | Second tour | Second tour |
| Candidats      | Candidats          | Étiquette      | Voix         | %            | Voix        | %           |
| -------------- | ------------------ | -------------- | ------------ | ------------ | ----------- | ----------- |
|                | Monique Hadrbolec* | PS             | 1 539        | 45,76        | 2 410       | 69,19       |
|                | Julien Guibert     | FN             | 727          | 21,62        | 1 073       | 30,81       |
|                | Virginie Delorme   | DVD            | 518          | 15,40        |             |             |
|                | Vincent Valle      | DVD            | 393          | 11,69        |             |             |
|                | Jean-Guy Begue     | DVD            | 186          | 5,53         |             |             |
|                |                    |                |              |              |             |             |
| Inscrits       | Inscrits           | Inscrits       | 8 743        | 100,00       | 8 744       | 100,00      |
| Abstentions    | Abstentions        | Abstentions    | 5 282        | 60,41        | 4 957       | 56,69       |
| Votants        | Votants            | Votants        | 3 461        | 39,59        | 3 787       | 43,31       |
| Blancs et nuls | Blancs et nuls     | Blancs et nuls | 98           | 2,83         | 304         | 8,03        |
| Exprimés       | Exprimés           | Exprimés       | 3 363        | 97,17        | 3 483       | 91,97       |

*sortant

### Canton d'Avallon
| Candidats      | Candidats         | Étiquette      | Premier tour | Premier tour | Second tour | Second tour |
| Candidats      | Candidats         | Étiquette      | Voix         | %            | Voix        | %           |
| -------------- | ----------------- | -------------- | ------------ | ------------ | ----------- | ----------- |
|                | Jean-Yves Caullet | PS             | 2 063        | 47,87        | 2 476       | 56,83       |
|                | Pascal Germain    | UMP            | 1 536        | 35,64        | 1 881       | 43,17       |
|                | Michel Mansard    | FN             | 711          | 16,50        |             |             |
|                |                   |                |              |              |             |             |
| Inscrits       | Inscrits          | Inscrits       | 8 671        | 100,00       | 8 671       | 100,00      |
| Abstentions    | Abstentions       | Abstentions    | 4 202        | 48,46        | 4 039       | 46,58       |
| Votants        | Votants           | Votants        | 4 469        | 51,54        | 4 632       | 53,42       |
| Blancs et nuls | Blancs et nuls    | Blancs et nuls | 159          | 3,56         | 275         | 5,94        |
| Exprimés       | Exprimés          | Exprimés       | 4 310        | 96,44        | 4 357       | 94,06       |

### Canton de Bléneau
| Candidats      | Candidats        | Étiquette      | Premier tour | Premier tour | Second tour | Second tour |
| Candidats      | Candidats        | Étiquette      | Voix         | %            | Voix        | %           |
| -------------- | ---------------- | -------------- | ------------ | ------------ | ----------- | ----------- |
|                | Alain Drouhin*   | UMP            | 946          | 45,00        | 1 179       | 59,13       |
|                | Laetitia Mouquot | DVD            | 490          | 23,31        | 815         | 40,87       |
|                | Thérèse Divay    | FN             | 332          | 15,79        |             |             |
|                | Antoine Boulay   | PS             | 179          | 8,52         |             |             |
|                | Michel Hournon   | EXG            | 155          | 7,37         |             |             |
|                |                  |                |              |              |             |             |
| Inscrits       | Inscrits         | Inscrits       | 3 673        | 100,00       | 3 674       | 100,00      |
| Abstentions    | Abstentions      | Abstentions    | 1 529        | 41,63        | 1 523       | 41,45       |
| Votants        | Votants          | Votants        | 2 144        | 58,37        | 2 151       | 58,55       |
| Blancs et nuls | Blancs et nuls   | Blancs et nuls | 42           | 1,96         | 157         | 7,30        |
| Exprimés       | Exprimés         | Exprimés       | 2 102        | 98,04        | 1 994       | 92,70       |

*sortant

### Canton de Cerisiers
| Candidats      | Candidats             | Étiquette      | Premier tour | Premier tour |
| Candidats      | Candidats             | Étiquette      | Voix         | %            |
| -------------- | --------------------- | -------------- | ------------ | ------------ |
|                | Jean Marchand*        | UMP-NC         | 845          | 66,38        |
|                | Jean-Philippe Virapin | FN             | 216          | 16,97        |
|                | Daniel Tournelle      | FG             | 122          | 9,46         |
|                | Alain Duquenne        | PRG            | 50           | 3,34         |
|                | Gérard Serre          | DLR            | 40           | 3,19         |
|                |                       |                |              |              |
| Inscrits       | Inscrits              | Inscrits       | 2 283        | 100,00       |
| Abstentions    | Abstentions           | Abstentions    | 967          | 42,36        |
| Votants        | Votants               | Votants        | 1 316        | 57,64        |
| Blancs et nuls | Blancs et nuls        | Blancs et nuls | 43           | 3,27         |
| Exprimés       | Exprimés              | Exprimés       | 1 273        | 96,73        |

*sortant

### Canton de Chablis
| Candidats      | Candidats           | Étiquette      | Premier tour | Premier tour |
| Candidats      | Candidats           | Étiquette      | Voix         | %            |
| -------------- | ------------------- | -------------- | ------------ | ------------ |
|                | Patrick Gendraud*   | UMP            | 1 056        | 50,95        |
|                | Marie-Claude Gillon | EELV           | 413          | 22,70        |
|                | Nicolas Millat      | FN             | 350          | 19,24        |
|                |                     |                |              |              |
| Inscrits       | Inscrits            | Inscrits       | 3 552        | 100,00       |
| Abstentions    | Abstentions         | Abstentions    | 1 684        | 47,41        |
| Votants        | Votants             | Votants        | 1 868        | 52,59        |
| Blancs et nuls | Blancs et nuls      | Blancs et nuls | 49           | 2,67         |
| Exprimés       | Exprimés            | Exprimés       | 1 819        | 97,38        |

* sortant

### Canton de Coulanges-la-Vineuse
| Candidats      | Candidats        | Étiquette      | Premier tour | Premier tour | Second tour | Second tour |
| Candidats      | Candidats        | Étiquette      | Voix         | %            | Voix        | %           |
| -------------- | ---------------- | -------------- | ------------ | ------------ | ----------- | ----------- |
|                | Jean-Noël Loury* | UMP            | 688          | 25,88        | 1 020       | 40,77       |
|                | Yves Vecten      | DVG            | 508          | 19,11        | 1 482       | 59,23       |
|                | Patrick Barbotin | ECO            | 497          | 18,70        |             |             |
|                | Paul Girard      | DVG            | 401          | 15,09        |             |             |
|                | Claire Dior      | FN             | 279          | 14,26        |             |             |
|                | Gérard Robert    | PG             | 185          | 6,96         |             |             |
|                |                  |                |              |              |             |             |
| Inscrits       | Inscrits         | Inscrits       | 4 701        | 100,00       | 4 701       | 100,00      |
| Abstentions    | Abstentions      | Abstentions    | 1 980        | 42,12        | 1 929       | 41,03       |
| Votants        | Votants          | Votants        | 2 721        | 57,88        | 2 772       | 58,97       |
| Blancs et nuls | Blancs et nuls   | Blancs et nuls | 63           | 2,32         | 270         | 9,74        |
| Exprimés       | Exprimés         | Exprimés       | 2 658        | 97,68        | 2 502       | 90,26       |

*sortant

### Canton de Courson-les-Carrières
| Candidats      | Candidats          | Étiquette      | Premier tour | Premier tour | Second tour | Second tour |
| Candidats      | Candidats          | Étiquette      | Voix         | %            | Voix        | %           |
| -------------- | ------------------ | -------------- | ------------ | ------------ | ----------- | ----------- |
|                | Jacques Baloup     | DVD            | 473          | 33,96        | 757         | 53,80       |
|                | Jean-Claude Denos* | DVD            | 445          | 31,95        | 650         | 46,50       |
|                | Thomas Guéret      | EELV           | 206          | 14,79        |             |             |
|                | Sandrine Billard   | FN             | 192          | 13,78        |             |             |
|                | Françoise Dambrin  | EXG            | 77           | 5,53         |             |             |
|                |                    |                |              |              |             |             |
| Inscrits       | Inscrits           | Inscrits       | 2 394        | 100,00       | 2 394       | 100,00      |
| Abstentions    | Abstentions        | Abstentions    | 968          | 40,43        | 884         | 36,93       |
| Votants        | Votants            | Votants        | 1 426        | 59,57        | 1 510       | 63,07       |
| Blancs et nuls | Blancs et nuls     | Blancs et nuls | 33           | 2,31         | 103         | 6,82        |
| Exprimés       | Exprimés           | Exprimés       | 1 393        | 97,69        | 1 407       | 93,18       |

*sortant

### Canton de Flogny-la-Chapelle
| Candidats      | Candidats             | Étiquette      | Premier tour | Premier tour | Second tour | Second tour |
| Candidats      | Candidats             | Étiquette      | Voix         | %            | Voix        | %           |
| -------------- | --------------------- | -------------- | ------------ | ------------ | ----------- | ----------- |
|                | Marie-Laure Capitain* | UMP            | 884          | 52,25        | 1 150       | 66,09       |
|                | Christian Couderc     | FN             | 438          | 25,89        | 590         | 33,91       |
|                | Pierre Delepine       | EXG            | 280          | 16,55        |             |             |
|                | Emmanuel Dezellus     | DVD            | 90           | 5,32         |             |             |
|                |                       |                |              |              |             |             |
| Inscrits       | Inscrits              | Inscrits       | 3 785        | 100,00       | 3 785       | 100,00      |
| Abstentions    | Abstentions           | Abstentions    | 2 017        | 53,29        | 1 902       | 50,25       |
| Votants        | Votants               | Votants        | 1 768        | 46,71        | 1 883       | 49,75       |
| Blancs et nuls | Blancs et nuls        | Blancs et nuls | 76           | 4,30         | 143         | 7,59        |
| Exprimés       | Exprimés              | Exprimés       | 1 692        | 95,70        | 1 740       | 92,41       |

*sortant

### Canton de l'Isle-sur-Serein
| Candidats      | Candidats               | Étiquette      | Premier tour | Premier tour |
| Candidats      | Candidats               | Étiquette      | Voix         | %            |
| -------------- | ----------------------- | -------------- | ------------ | ------------ |
|                | Jean-Claude Lemaire*    | DVD            | 704          | 50,76        |
|                | Jean-François Dubouchet | PS             | 401          | 28,91        |
|                | Nicole Couffin          | FN             | 213          | 15,36        |
|                | Jean-Rémy Dardenne      | DLR            | 69           | 4,97         |
|                |                         |                |              |              |
| Inscrits       | Inscrits                | Inscrits       | 2 466        | 100,00       |
| Abstentions    | Abstentions             | Abstentions    | 1 041        | 42,21        |
| Votants        | Votants                 | Votants        | 1 425        | 57,79        |
| Blancs et nuls | Blancs et nuls          | Blancs et nuls | 38           | 2,67         |
| Exprimés       | Exprimés                | Exprimés       | 1 387        | 97,33        |

* sortant

### Canton de Ligny-le-Châtel
| Candidats      | Candidats        | Étiquette      | Premier tour | Premier tour |
| Candidats      | Candidats        | Étiquette      | Voix         | %            |
| -------------- | ---------------- | -------------- | ------------ | ------------ |
|                | Gérard Arnouts*  | PS             | 1 162        | 60,62        |
|                | Frédéric Gueguen | UMP            | 419          | 21,86        |
|                | Nicole Couffin   | FN             | 336          | 17,53        |
|                |                  |                |              |              |
| Inscrits       | Inscrits         | Inscrits       | 3 881        | 100,00       |
| Abstentions    | Abstentions      | Abstentions    | 1 920        | 49,47        |
| Votants        | Votants          | Votants        | 1 961        | 50,53        |
| Blancs et nuls | Blancs et nuls   | Blancs et nuls | 44           | 2,24         |
| Exprimés       | Exprimés         | Exprimés       | 1 917        | 97,76        |

* sortant

### Canton de Pont-sur-Yonne
| Candidats      | Candidats           | Étiquette      | Premier tour | Premier tour | Second tour | Second tour |
| Candidats      | Candidats           | Étiquette      | Voix         | %            | Voix        | %           |
| -------------- | ------------------- | -------------- | ------------ | ------------ | ----------- | ----------- |
|                | Dominique Bourreau* | PS             | 2 254        | 46,54        | 3 032       | 59,36       |
|                | Christian Fournier  | FN             | 1 461        | 30,17        | 2 076       | 40,64       |
|                | Grégory Dorte       | DVD            | 1 128        | 23,29        |             |             |
|                |                     |                |              |              |             |             |
| Inscrits       | Inscrits            | Inscrits       | 11 529       | 100,00       | 11 529      | 100,00      |
| Abstentions    | Abstentions         | Abstentions    | 6 575        | 57,03        | 6 063       | 52,58       |
| Votants        | Votants             | Votants        | 4 954        | 42,97        | 5 466       | 47,41       |
| Blancs et nuls | Blancs et nuls      | Blancs et nuls | 111          | 2,24         | 358         | 6,55        |
| Exprimés       | Exprimés            | Exprimés       | 4 843        | 97,76        | 5 108       | 93,45       |

*sortant

### Canton de Quarré-les-Tombes
| Candidats      | Candidats        | Étiquette      | Premier tour | Premier tour | Second tour | Second tour |
| Candidats      | Candidats        | Étiquette      | Voix         | %            | Voix        | %           |
| -------------- | ---------------- | -------------- | ------------ | ------------ | ----------- | ----------- |
|                | Dominique Hudry* | DVD            | 435          | 40,43        | 641         | 59,57       |
|                | Michel Chevreux  | DVG            | 210          | 20,66        | 435         | 40,43       |
|                | Michel Millet    | DVG            | 199          | 17,38        |             |             |
|                | Gérard Paillard  | DVG            | 133          | 11,62        |             |             |
|                | Claude Thieblot  | DVD            | 103          | 9,00         |             |             |
|                | Thierry Texier   | FN             | 98           | 8,56         |             |             |
|                |                  |                |              |              |             |             |
| Inscrits       | Inscrits         | Inscrits       | 1 901        | 100,00       | 1 901       | 100,00      |
| Abstentions    | Abstentions      | Abstentions    | 723          | 38,03        | 736         | 38,72       |
| Votants        | Votants          | Votants        | 1 178        | 61,97        | 1 165       | 61,28       |
| Blancs et nuls | Blancs et nuls   | Blancs et nuls | 33           | 2,80         | 89          | 7,64        |
| Exprimés       | Exprimés         | Exprimés       | 1 145        | 97,20        | 1 076       | 92,36       |

*sortant

### Canton de Saint-Florentin
| Candidats      | Candidats          | Étiquette      | Premier tour | Premier tour | Second tour | Second tour |
| Candidats      | Candidats          | Étiquette      | Voix         | %            | Voix        | %           |
| -------------- | ------------------ | -------------- | ------------ | ------------ | ----------- | ----------- |
|                | Eliane Magne*      | DVD            | 720          | 31,44        | 1 326       | 64,34       |
|                | Yves Delot         | DVD            | 473          | 20,66        | 735         | 35,66       |
|                | Madeleine Raillard | PS             | 442          | 19,30        |             |             |
|                | Jacques Coutela    | FN             | 430          | 18,78        |             |             |
|                | Daniel Béchard     | EXG            | 192          | 8,38         |             |             |
|                | Joël Rigolat       | DVD            | 33           | 1,44         |             |             |
|                |                    |                |              |              |             |             |
| Inscrits       | Inscrits           | Inscrits       | 4 981        | 100,00       | 4 981       | 100,00      |
| Abstentions    | Abstentions        | Abstentions    | 2 652        | 53,24        | 2 684       | 53,88       |
| Votants        | Votants            | Votants        | 2 329        | 46,76        | 2 297       | 46,12       |
| Blancs et nuls | Blancs et nuls     | Blancs et nuls | 39           | 1,67         | 236         | 10,27       |
| Exprimés       | Exprimés           | Exprimés       | 2 290        | 98,33        | 2 061       | 89,73       |

*sortant

### Canton de Seignelay
| Candidats      | Candidats             | Étiquette      | Premier tour | Premier tour | Second tour | Second tour |
| Candidats      | Candidats             | Étiquette      | Voix         | %            | Voix        | %           |
| -------------- | --------------------- | -------------- | ------------ | ------------ | ----------- | ----------- |
|                | Thierry Corniot       | DVG            | 1 296        | 39,91        | 2 169       | 63,70       |
|                | Henri-Claude Janillon | FN             | 881          | 27,13        | 1 236       | 36,30       |
|                | Christine Delagneau   | DVD            | 737          | 22,70        |             |             |
|                | Patrick Bimbeau       | DVD            | 333          | 10,26        |             |             |
|                |                       |                |              |              |             |             |
| Inscrits       | Inscrits              | Inscrits       | 8 535        | 100,00       | 8 535       | 100,00      |
| Abstentions    | Abstentions           | Abstentions    | 4 988        | 58,44        | 4 847       | 56,79       |
| Votants        | Votants               | Votants        | 3 547        | 41,56        | 3 688       | 43,21       |
| Blancs et nuls | Blancs et nuls        | Blancs et nuls | 300          | 8,46         | 283         | 7,67        |
| Exprimés       | Exprimés              | Exprimés       | 3 247        | 91,54        | 3 405       | 92,33       |

### Canton de Sens-Nord-Est
| Candidats      | Candidats                 | Étiquette      | Premier tour | Premier tour | Second tour | Second tour |
| Candidats      | Candidats                 | Étiquette      | Voix         | %            | Voix        | %           |
| -------------- | ------------------------- | -------------- | ------------ | ------------ | ----------- | ----------- |
|                | Gilles Pirman             | UMP            | 1 395        | 47,93        | 1 995       | 62,99       |
|                | Marie-Thérèse Rey-Gaucher | PS             | 713          | 28,31        | 1 172       | 37,01       |
|                | Marie-Solange Mansard     | FN             | 588          | 17,90        |             |             |
|                | Alexandre Bouchier        | DVD            | 588          | 17,90        |             |             |
|                |                           |                |              |              |             |             |
| Inscrits       | Inscrits                  | Inscrits       | 8 789        | 100,00       | 8 790       | 100,00      |
| Abstentions    | Abstentions               | Abstentions    | 5 425        | 61,72        | 5 365       | 61,04       |
| Votants        | Votants                   | Votants        | 3 364        | 38,28        | 3 425       | 38,96       |
| Blancs et nuls | Blancs et nuls            | Blancs et nuls | 80           | 2,38         | 258         | 7,53        |
| Exprimés       | Exprimés                  | Exprimés       | 3 284        | 92,47        | 3 167       | 88,76       |

### Canton de Sens-Sud-Est
| Candidats      | Candidats         | Étiquette      | Premier tour | Premier tour | Second tour | Second tour |
| Candidats      | Candidats         | Étiquette      | Voix         | %            | Voix        | %           |
| -------------- | ----------------- | -------------- | ------------ | ------------ | ----------- | ----------- |
|                | Alain Ladrange*   | PCF            | 982          | 24,91        | 2 156       | 55,50       |
|                | Gilbert Grisart   | FN             | 982          | 24,91        | 1 729       | 44,50       |
|                | Pascal Charot     | DVD            | 889          | 22,55        |             |             |
|                | Jean-Pierre Crost | UMP            | 728          | 18,47        |             |             |
|                | Brigitte Lancelot | ECO            | 361          | 9,16         |             |             |
|                |                   |                |              |              |             |             |
| Inscrits       | Inscrits          | Inscrits       | 11 331       | 100,00       | 11 331      | 100,00      |
| Abstentions    | Abstentions       | Abstentions    | 7 278        | 64,23        | 6 954       | 61,37       |
| Votants        | Votants           | Votants        | 4 053        | 35,77        | 4 377       | 38,63       |
| Blancs et nuls | Blancs et nuls    | Blancs et nuls | 111          | 2,74         | 492         | 11,24       |
| Exprimés       | Exprimés          | Exprimés       | 3 942        | 97,26        | 3 885       | 88,76       |

*sortant

### Canton de Sergines
| Candidats      | Candidats                 | Étiquette      | Premier tour | Premier tour | Second tour | Second tour |
| Candidats      | Candidats                 | Étiquette      | Voix         | %            | Voix        | %           |
| -------------- | ------------------------- | -------------- | ------------ | ------------ | ----------- | ----------- |
|                | Jean-Jacques Percheminier | DVG            | 1 245        | 45,01        | 1 484       | 55,05       |
|                | Jean-Claude Leroy*        | UMP            | 899          | 32,50        | 1 212       | 44,96       |
|                | Chantal Courte            | FN             | 622          | 22,49        |             |             |
|                |                           |                |              |              |             |             |
| Inscrits       | Inscrits                  | Inscrits       | 5 757        | 100,00       | 5 757       | 100,00      |
| Abstentions    | Abstentions               | Abstentions    | 2 912        | 50,58        | 2 858       | 56,98       |
| Votants        | Votants                   | Votants        | 2 845        | 49,42        | 2 899       | 43,02       |
| Blancs et nuls | Blancs et nuls            | Blancs et nuls | 79           | 2,78         | 203         | 7,00        |
| Exprimés       | Exprimés                  | Exprimés       | 2 766        | 97,22        | 2 696       | 93,00       |

*sortant

### Canton de Vermenton
| Candidats      | Candidats             | Étiquette      | Premier tour | Premier tour | Second tour | Second tour |
| Candidats      | Candidats             | Étiquette      | Voix         | %            | Voix        | %           |
| -------------- | --------------------- | -------------- | ------------ | ------------ | ----------- | ----------- |
|                | Jean-Marie Rolland*   | UMP            | 1 021        | 47,93        | 1 232       | 59,46       |
|                | Gilles Villecourt     | PS             | 603          | 28,31        | 840         | 40,54       |
|                | Gilbert Grisart       | FN             | 317          | 14,88        |             |             |
|                | Edmundo Checura-Rojas | PG             | 189          | 8,87         |             |             |
|                |                       |                |              |              |             |             |
| Inscrits       | Inscrits              | Inscrits       | 3 704        | 100,00       | 3 703       | 100,00      |
| Abstentions    | Abstentions           | Abstentions    | 1 517        | 40,96        | 1 507       | 40,70       |
| Votants        | Votants               | Votants        | 2 187        | 59,04        | 2 196       | 59,30       |
| Blancs et nuls | Blancs et nuls        | Blancs et nuls | 57           | 2,61         | 124         | 5,65        |
| Exprimés       | Exprimés              | Exprimés       | 2 130        | 97,39        | 2 072       | 94,35       |

*sortant

### Canton de Vézelay
| Candidats      | Candidats       | Étiquette      | Premier tour | Premier tour |
| Candidats      | Candidats       | Étiquette      | Voix         | %            |
| -------------- | --------------- | -------------- | ------------ | ------------ |
|                | André Villiers* | NC             | 1 201        | 59,81        |
|                | Raymond Plautz  | FG PCF         | 459          | 22,86        |
|                | Patrick Fleury  | FN             | 348          | 17,33        |
|                |                 |                |              |              |
| Inscrits       | Inscrits        | Inscrits       | 3 573        | 100,00       |
| Abstentions    | Abstentions     | Abstentions    | 1 466        | 41,03        |
| Votants        | Votants         | Votants        | 2 107        | 58,97        |
| Blancs et nuls | Blancs et nuls  | Blancs et nuls | 99           | 4,70         |
| Exprimés       | Exprimés        | Exprimés       | 2 008        | 95,30        |

* sortant

### Canton de Villeneuve-sur-Yonne
| Candidats      | Candidats         | Étiquette      | Premier tour | Premier tour | Second tour | Second tour |
| Candidats      | Candidats         | Étiquette      | Voix         | %            | Voix        | %           |
| -------------- | ----------------- | -------------- | ------------ | ------------ | ----------- | ----------- |
|                | Cyril Boulleaux   | DVG            | 1 270        | 48,75        | 1 702       | 63,91       |
|                | Frédéric Rousse   | UMP            | 694          | 26,64        | 961         | 36,09       |
|                | Christian Couderc | FN             | 360          | 13,82        |             |             |
|                | Grégory Poczernin | PG             | 211          | 8,10         |             |             |
|                | Claudine Bonhomme | EXG            | 70           | 2,69         |             |             |
|                |                   |                |              |              |             |             |
| Inscrits       | Inscrits          | Inscrits       | 6 558        | 100,00       | 6 558       | 100,00      |
| Abstentions    | Abstentions       | Abstentions    | 3 874        | 59,07        | 3 737       | 56,98       |
| Votants        | Votants           | Votants        | 2 684        | 40,93        | 2 821       | 43,02       |
| Blancs et nuls | Blancs et nuls    | Blancs et nuls | 79           | 2,94         | 158         | 5,60        |
| Exprimés       | Exprimés          | Exprimés       | 2 605        | 97,06        | 2 663       | 94,40       |